# Brunswick House (London)

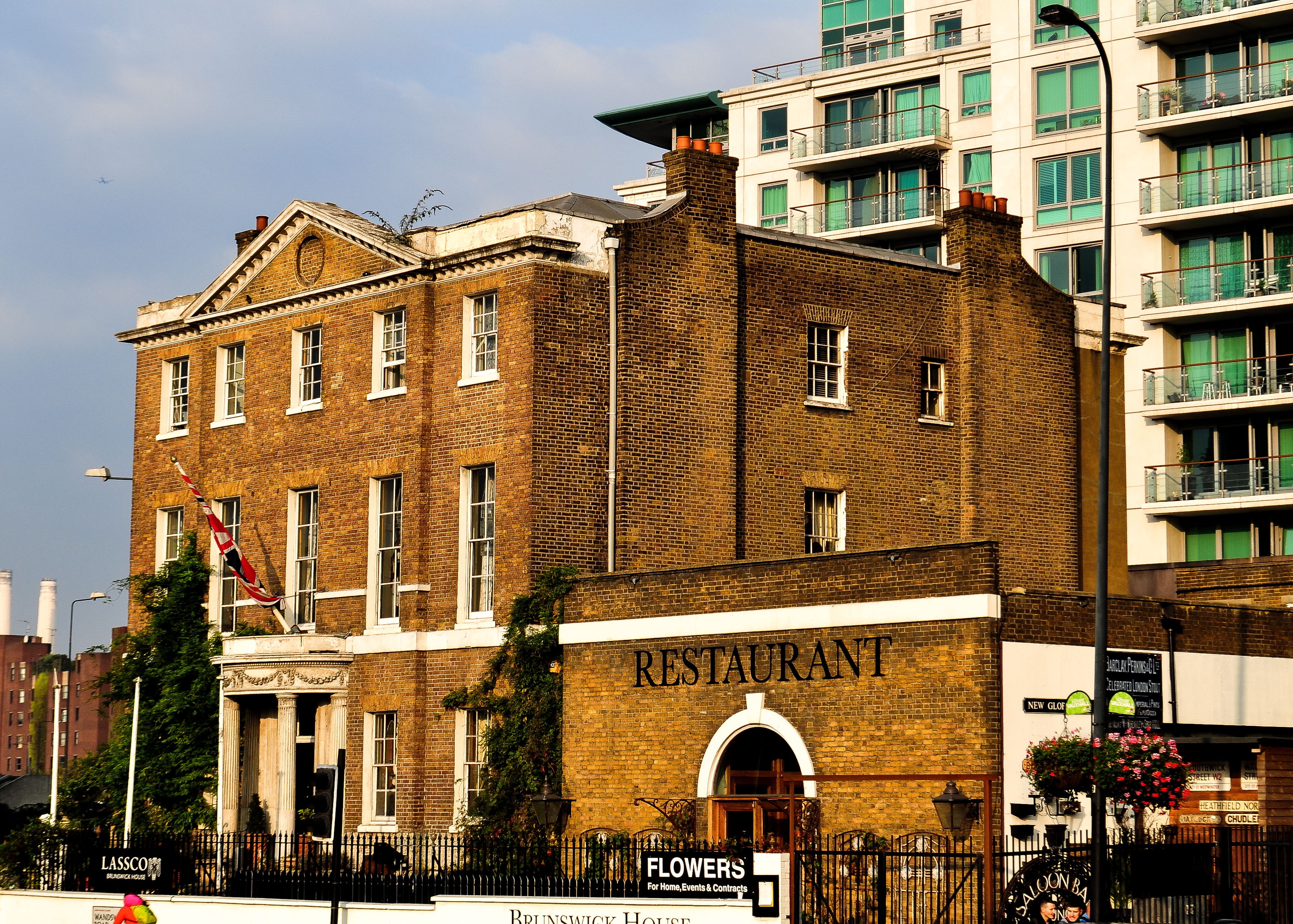
Brunswick House und dahinter St George Wharf (2014)

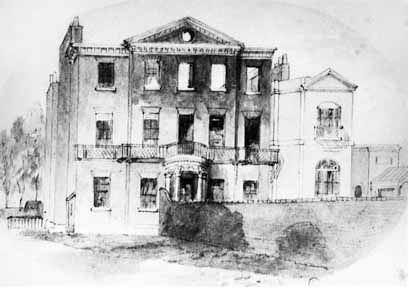
Brunswick House nach dem Brand um 1860

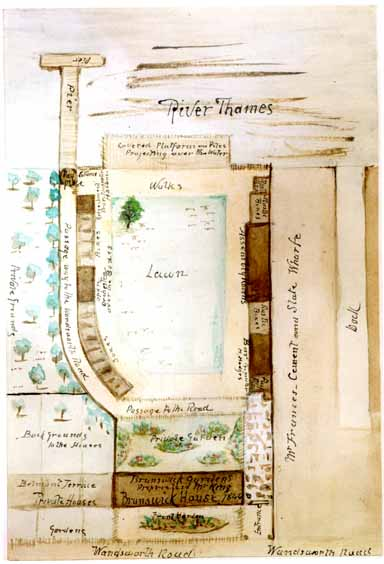
Plan um 1860

Das Brunswick House, Wandsworth Road 30, London Borough of Lambeth, ist ein Stadtpalais in London, in dem Anfang des 19. Jahrhunderts kurzzeitig Friedrich Wilhelm von Braunschweig residierte.

## Geschichte
Das Haus wurde 1758 erbaut und trug zunächst den Namen  „Belmont House“. Das Belmont House stand außerhalb Londons an der Old Portsmouth Road auf einem sich zur Themse erstreckenden 2,2 ha großen Grundstück mit einem Anleger am Ufer. Auf dem Gelände mündete der River Effra, seinerzeit noch oberirdisch, in die Themse. Um die Jahrhundertwende wurde das Haus in zwei Maisonette-Wohnungen aufgeteilt vermietet.
Den Namen Brunswick House erhielt das Anwesen nach 1809 durch den Mieter Friedrich Wilhelm von Braunschweig. Dieser war Thronfolger des Herzogs Karl Wilhelm Ferdinand, jedoch war das Herzogtum Braunschweig im Gefolge der napoleonischen Eroberungskriege im Königreich Westphalen aufgegangen. Nachdem Friedrich Wilhelm sich 1809 während des Fünften Koalitionskrieges gegen Napoleon mit seiner Schwarzen Schar von Oels über Zwickau nach Norddeutschland durchgekämpft hatte, schiffte er sich und seine Truppen am 6. und 7. August in Elsfleth und Brake ein und begann seine Reise nach England. Aufgrund der Abstammung seiner Mutter Augusta von Hannover, einer Schwester des englischen Königs Georg III., und der Anwesenheit seiner Schwester Caroline von Braunschweig-Wolfenbüttel, Ehefrau des Prinzregenten Georg IV., war England sein bevorzugtes Ziel, von dem er weiter gegen Napoleon agieren wollte. 1811 mietete er eine Hälfte des Belmont House. Friedrich Wilhelm von Braunschweig starb 1815 in der Schlacht bei Quatre-Bras.
Nach ihm bewohnten verschiedene Mieter die beiden Haushälften. 1821 wurde der spätere Pfarrer und Lyriker Henry Williams Baker im Belmont House geboren.
Um 1845 hatte die Stadtentwicklung und die Industrialisierung das Gelände in der Umgebung erfasst und das Haus war keine vorstädtische Idylle mehr. Gleichwohl sollten  seinerzeit die Gartenanlage und der Zugang zum Anleger erneuert werden. Um 1850 zerstörte ein Feuer die Osthälfte des Gebäudes, das danach um 1860 in den Besitz der London and South Western Railway (L&SWR) gelangte, die auf dem Nachbargrundstück die Nine Elms Locomotive Works errichtet hatte und auf dem Themse-Grundstück zunächst einen Anleger mit Kränen und einen Bahnhof anlegte. Das renovierte Gebäude wurde nun als Bürogebäude genutzt und beherbergte in seinem Obergeschoss mit Gesellschaftsraum einen Eisenbahnerclub, der verschiedene Freizeitaktivitäten wie Tischtennis, Schach und Billard anbot und eine Bibliothek, einen Konzertsaal und einen Restaurantbetrieb organisierte. Das Themse-Grundstück wurde in das Betriebsgelände der Lokomotivfabrik integriert. In der zweiten Hälfte des 20. Jahrhunderts verfielen diese Industrien. Als 1967 die Nine Elms Motive Power ihren Betrieb aufgab, konnten die bis an das Haus reichenden Schienen des Betriebshofes entfernt werden.
Der Plan des Greater London Council (GLC), das Grundstück des Hauses in einen Autobahnknoten zu integrieren und das Gebäude selbst gegebenenfalls zu verpflanzen, wurde konterkariert, als das Gebäude mit „Grad  II*“ in die Denkmalschutzliste eingetragen wurde. Nach der Privatisierung der britischen Eisenbahnen unter Premierminister John Major 1993 ging das Gebäude an den Eisenbahnerclub, dessen Vereinsvorstand das Gebäude 2002 an einen Immobilienentwickler veräußerte. Nach zwei Jahren Leerstand und Hausbesetzung übernahm 2004 die Firma „The London Architectural Salvage and Supply Co“ (Lassco) das Gebäude. In ihm verkauft Lassco Antiquitäten. Unter dem Namen „Brunswick House“ ist in dem Gebäude außerdem ein Restaurantbetrieb tätig, der die anderen Räume bei Gesellschaften anbieten kann.
Rund um das Haus fließt der Verkehr auf einer fünfspurigen Autobahn, einer Eisenbahnbrücke und durch einen Busbahnhof. Zwischen Haus und Themse schob sich seit Ende der 1990er Jahre der Gebäudekomplex des St George Wharf und des St George Wharf Tower. 